# علامة التكرار
علامة التكرار أو علامة التكرير (بالإنجليزية: Ditto mark)‏ هي علامة توضع أسفل الكتابة تفيد تكرار ما أعلاها. في الغالب تُستعمل علامة التنصيص (الاقتباس) اللاتينية «"» أو علامتَيْ فاصلة علوية (بالإنجليزية: Apostrophe)‏ «''» للإفادة بالتكرار، ولكن رموزًا أخرى قد تُتسعمل لنفس الغرض كما هو موضح في قالب المعلومات، ولضرب مثل على طريقة استخدامها:
| اسم الموسوعة         | عدد المقالات |
| -------------------- | ------------ |
| ويكيپيديا الإنجليزية | 6,400,000    |
| '' العربية           | 1,140,000    |
| '' الفارسية          | 843,000      |
| '' السريانية         | 1,779        |